# Frans Koppelaar
 (juin 2013).
Si vous disposez d'ouvrages ou d'articles de référence ou si vous connaissez des sites web de qualité traitant du thème abordé ici, merci de compléter l'article en donnant les références utiles à sa vérifiabilité et en les liant à la section « Notes et références ».
'Frans Koppelaar, né le 23 avril 1943 à La Haye (Pays-Bas) est un peintre néerlandais.
Il a étudié au Koninklijke Academie van Beeldende Kunsten à La Haye entre 1963 et 1969. En 1968, il déménage à Amsterdam et commence à exposer en 1982.

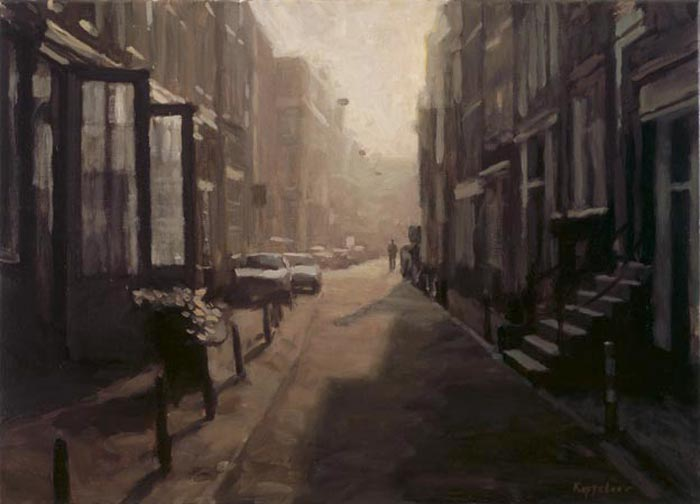
Contre-jour en Langestraat 1993, huile sur toile, collection privée

Il tire ses influences de la tradition classique du XVIIe siècle et des impressionnistes néerlandais (George Hendrik Breitner, Isaac Israëls et Jacob Maris).
Le travail de Koppelaar est rattaché à un mouvement figuratif dans la peinture contemporaine néerlandaise qui a évolué pendant les années 1990 en réaction à l'art conceptuel éteint et aux théories de l'art trop pompeuses de cette période.
Avec le temps, son style évolua vers une approche plus simple, plus directe. Vers 1984, il ne s'est plus reconnu dans aucun mouvement d'art.